# Elecciones provinciales de Formosa de 1987
Las elecciones generales de la provincia de Formosa de 1987 tuvieron lugar el 6 de septiembre del mencionado año para renovar los cargos de Gobernador y Vicegobernador, y las 15 de las 30 bancas que posee la Legislatura Provincial. Se realizaron en simultáneo con las elecciones legislativas a nivel nacional. Fueron las segundas elecciones que celebraba la provincia tras la restauración democrática, y las sextas desde la provincialización del territorio formoseño.
El candidato oficialista, Vicente Bienvenido Joga, del Partido Justicialista (PJ), y apoyado por una coalición distrital con el Movimiento de Integración y Desarrollo (MID) denominada "Frente de la Victoria", obtuvo una holgada victoria con el 50.94%, derrotando a Alberto Ramón Maglietti, candidato por la Unión Cívica Radical (UCR), que obtuvo el 48.38% de los votos. Los demás partidos no superaron el 0.30% de los votos, por lo que la elección fue una competencia casi puramente bipartidista. La participación fue del 80.56% del electorado registrado. Joga asumió su mandato el 10 de diciembre de 1987, marcando el primer traspaso constitucional de mando entre dos gobernadores formoseños.
Hasta la actualidad, el 48.38% logrado por Maglietti ha sido el porcentaje más alto logrado por un candidato opositor en Formosa, un distrito de hegemonía del Partido Justicialista. Con la juramentación de Gildo Insfrán, como vicegobernador de Joga, se marcó su llegada al binomio ejecutivo formoseño (accedería a la gobernación en 1995), no abandonándolo hasta la actualidad.

## Resultados

### Gobernador y Vicegobernador
|  | 71.84 % |

|  | 52.94 % |

|  | 9.40 % |

|  | 5.83 % |

|  | 4.23 % |

|  | 3.32 % |

|  | 2.78 % |

|  | 2.61 % |

|  | 62.05 % |

|  | 46.38 % |

|  | 17.90 % |

|  | 11.06 % |

|  | 7.02 % |

|  | 1.96 % |

|  | 0.30 % |

|  | 0.21 % |

|  | 0.18 % |

|  | 98.14 % |

|  | 1.24 % |

|  | 0.60 % |

|  | 100.00 % |

|  | 80.56 % |

### Cámara de Diputados
| ← 1985 · Cámara de Diputados · 1989 → | ← 1985 · Cámara de Diputados · 1989 → | ← 1985 · Cámara de Diputados · 1989 → | ← 1985 · Cámara de Diputados · 1989 → | ← 1985 · Cámara de Diputados · 1989 → | ← 1985 · Cámara de Diputados · 1989 → | ← 1985 · Cámara de Diputados · 1989 → | ← 1985 · Cámara de Diputados · 1989 → | ← 1985 · Cámara de Diputados · 1989 → | ← 1985 · Cámara de Diputados · 1989 → | ← 1985 · Cámara de Diputados · 1989 → | ← 1985 · Cámara de Diputados · 1989 → |
| Lema                                  | Lema                                  | Sublema                               | Sublema                               | Sublema                               | Sublema                               | Lema                                  | Lema                                  | Lema                                  | Lema                                  | Lema                                  | Lema                                  |
| Lema                                  | Lema                                  | Sublema                               | Votos                                 | %                                     | Bancas                                | Votos                                 | %                                     | Bancas obtenidas                      | +/-                                   | Bancas totales                        | +/-                                   |
| ------------------------------------- | ------------------------------------- | ------------------------------------- | ------------------------------------- | ------------------------------------- | ------------------------------------- | ------------------------------------- | ------------------------------------- | ------------------------------------- | ------------------------------------- | ------------------------------------- | ------------------------------------- |
|                                       | Frente de la Victoria                 | Frente de la Victoria                 | 58.635                                | 71.76                                 | 7/8                                   | 81.710                                | 52.91                                 | 8/15                                  | 1                                     | 16/30                                 | 1                                     |
| Unidos Venceremos                     | Frente de la Victoria                 | 7.665                                 | 9.38                                  | 1/8                                   |                                       | 81.710                                | 52.91                                 | 8/15                                  | 1                                     | 16/30                                 | 1                                     |
| Participación                         | Frente de la Victoria                 | 4.516                                 | 5.53                                  | 0/8                                   |                                       | 81.710                                | 52.91                                 | 8/15                                  | 1                                     | 16/30                                 | 1                                     |
| 24 de Febrero                         | Frente de la Victoria                 | 3.605                                 | 4.41                                  | 0/8                                   |                                       | 81.710                                | 52.91                                 | 8/15                                  | 1                                     | 16/30                                 | 1                                     |
| Justicia, Democracia y Participación  | Frente de la Victoria                 | 2.779                                 | 3.40                                  | 0/8                                   |                                       | 81.710                                | 52.91                                 | 8/15                                  | 1                                     | 16/30                                 | 1                                     |
| Avanzar                               | Frente de la Victoria                 | 2.304                                 | 2.82                                  | 0/8                                   |                                       | 81.710                                | 52.91                                 | 8/15                                  | 1                                     | 16/30                                 | 1                                     |
| Renovador Formoseño                   | Frente de la Victoria                 | 2.206                                 | 2.70                                  | 0/8                                   |                                       | 81.710                                | 52.91                                 | 8/15                                  | 1                                     | 16/30                                 | 1                                     |
|                                       | Unión Cívica Radical (UCR)            | Oficial                               | 43.850                                | 61.92                                 | 5/7                                   | 70.816                                | 45.86                                 | 7/15                                  | 1                                     | 14/30                                 | 1                                     |
| Convergencia                          | Unión Cívica Radical (UCR)            | 13.006                                | 18.37                                 | 1/7                                   |                                       | 70.816                                | 45.86                                 | 7/15                                  | 1                                     | 14/30                                 | 1                                     |
| Lista Verde                           | Unión Cívica Radical (UCR)            | 7.628                                 | 10.77                                 | 1/7                                   |                                       | 70.816                                | 45.86                                 | 7/15                                  | 1                                     | 14/30                                 | 1                                     |
| Nuestra Esperanza                     | Unión Cívica Radical (UCR)            | 4.926                                 | 6.96                                  | 0/7                                   |                                       | 70.816                                | 45.86                                 | 7/15                                  | 1                                     | 14/30                                 | 1                                     |
| Cambio Radical                        | Unión Cívica Radical (UCR)            | 1.406                                 | 1.99                                  | 0/7                                   |                                       | 70.816                                | 45.86                                 | 7/15                                  | 1                                     | 14/30                                 | 1                                     |
|                                       | Partido Demócrata Cristiano (PDC)     | —                                     | —                                     | —                                     | —                                     | 1.182                                 | 0.77                                  |                                       |                                       |                                       |                                       |
|                                       | Partido Socialista Popular (PSP)      | —                                     | —                                     | —                                     | —                                     | 369                                   | 0.24                                  |                                       |                                       |                                       |                                       |
|                                       | Frente Amplio de Liberación (FRAL)    | —                                     | —                                     | —                                     | —                                     | 291                                   | 0.19                                  |                                       |                                       |                                       |                                       |
|                                       | Unidad y Lealtad Intransigente (ULI)  | —                                     | —                                     | —                                     | —                                     | 62                                    | 0.04                                  |                                       |                                       |                                       |                                       |
|                                       |                                       |                                       |                                       |                                       |                                       |                                       |                                       |                                       |                                       |                                       |                                       |
| Votos válidos                         | Votos válidos                         | Votos válidos                         | Votos válidos                         | Votos válidos                         | Votos válidos                         | 154.430                               | 97.58                                 |                                       |                                       |                                       |                                       |
| Votos en blanco                       | Votos en blanco                       | Votos en blanco                       | Votos en blanco                       | Votos en blanco                       | Votos en blanco                       | 2.925                                 | 1.85                                  |                                       |                                       |                                       |                                       |
| Votos anulados                        | Votos anulados                        | Votos anulados                        | Votos anulados                        | Votos anulados                        | Votos anulados                        | 904                                   | 0.57                                  |                                       |                                       |                                       |                                       |
| Total de votos                        | Total de votos                        | Total de votos                        | Total de votos                        | Total de votos                        | Total de votos                        | 158.259                               | 100                                   |                                       |                                       |                                       |                                       |
| Votantes registrados/participación    | Votantes registrados/participación    | Votantes registrados/participación    | Votantes registrados/participación    | Votantes registrados/participación    | Votantes registrados/participación    | 196.460                               | 80.56                                 |                                       |                                       |                                       |                                       |
| Fuente:                               |                                       |                                       |                                       |                                       |                                       |                                       |                                       |                                       |                                       |                                       |                                       |